# Aurora (Oregon)
Aurora é uma cidade localizada no estado norte-americano de Oregon, no Condado de Marion.

## Demografia
Segundo o censo norte-americano de 2000, a sua população era de 655 habitantes. 
Em 2006, foi estimada uma população de 966, um aumento de 311 (47.5%).

## Geografia
De acordo com o United States Census Bureau tem uma área de 
1,2 km², dos quais 1,2 km² cobertos por terra e 0,0 km² cobertos por água.

## Localidades na vizinhança
O diagrama seguinte representa as localidades num raio de 8 km ao redor de Aurora. 